# Lewon Darbinian
Lewon Darbinian (orm. Լևոն Դարբինյան, ros. Левон Дарбинян, ur. 16 maja?/29 maja 1905 we wsi Alastan w Gruzji, zm. 28 grudnia 1943 w Korosteszowie) – radziecki wojskowy, pułkownik, nagrodzony pośmiertnie tytułem Bohatera Związku Radzieckiego (1944).

## Życiorys
Był Ormianinem. Do 1916 skończył 3 klasy szkoły wiejskiej, od kwietnia 1921 brał udział w ustanawianiu władzy bolszewickiej w Gruzji, 1912-1924 pracował w radzieckiej milicji, od października 1924 służył w Armii Czerwonej. W 1927 ukończył szkołę wojskową im. Miasnikowa w Armawirze, w 1928 Zakaukaską Szkołę Wojskową w Tbilisi, a w 1934 kursy „Wystrieł”, od 1928 należał do WKP(b). Od czerwca 1941 uczestniczył w wojnie z Niemcami, jako dowódca 148 pułku i zastępca dowódcy 244 Dywizji Piechoty walczył na Froncie Centralnym i Północno-Zachodnim, był pięciokrotnie ranny. W 1943 był dowódcą 69 Brygady Zmechanizowanej 9 Korpusu Zmechanizowanego 3 Gwardyjskiej Armii Pancernej 1 Frontu Ukraińskiego w stopniu pułkownika (stopień otrzymał 1 czerwca 1943), 25 grudnia 1943 dowodzona przez niego brygada sforsowała Teterew, biorąc udział w walkach na przedmieściach Korosteszowa; został wówczas ciężko ranny i trzy dni później zmarł. Został pochowany w Korosteszowie, gdzie postawiono jego popiersie na Alei Bohaterów i nadano jego imię szkole średniej nr 2.

## Odznaczenia
- Złota Gwiazda Bohatera Związku Radzieckiego (pośmiertnie, 10 stycznia 1944[1])
- Order Lenina (pośmiertnie, 10 stycznia 1944)
- Order Czerwonego Sztandaru
- Order Wojny Ojczyźnianej I klasy (dwukrotnie, 27 lipca 1943 i 7 września 1943)
- Order Czerwonej Gwiazdy (5 lipca 1943)